# Droppa Judit
Droppa Judit (Tatabánya, 1948. november 15. –)  magyar textiltervező iparművész. Munkácsy-díjas. Textilből művészeti alkotásokat, fal- és tértextileket készít.

## Életpályája
A Magyar Iparművészeti Egyetemet 1968 és 1973 között végezte. 1982-től kezdve ott is tanít. Dolgozott a Kőbányai Textilműveknél, a Fővárosi Kézműipari Vállalatnál másodállásban és a Vígszínház-ban.  Egy ideig a Moholy-Nagy Művészeti Egyetem egykori rektora.

## Díjai, elismerései
- Munkácsy Mihály-díj (1989)
- A Magyar Köztársasági Érdemrend lovagkeresztje (2003)